# Mýrdalshreppur
Mýrdalshreppur est une municipalité située au sud de l'Islande.

## Démographie
En 2011, la population est de 469 habitants ; celle-ci passe à 814 en 2022[réf. nécessaire].